# Cardamine macrophylla
Cardamine macrophylla är en korsblommig växtart som beskrevs av Carl Ludwig von Willdenow. Cardamine macrophylla ingår i släktet bräsmor, och familjen korsblommiga växter. Inga underarter finns listade i Catalogue of Life.